# Дом Н. Ефремова
Дом Н. Ефремова — памятник архитектуры начала XX века. Находится в городе Чебоксары по адресу улица Композиторов Воробьёвых, дом №10.

## История
Построен в 1910 году для городского головы Николая Ефремова, старшего сына купца Прокопия Ефремова. Здание выполнено в стиле модерн, автор проекта — известный казанский архитектор Константин Олешкевич. В 1918 году, после установления в Чувашии советской власти, дом был национализирован и передан укому РКП(б). 24 июня 1920 году Декретом ВЦИК и СНК РСФСР была образована Чувашская АО и её ревком, который расположился в бывшем доме Николая Ефремова. В ноябре место ревкома заменяет облком, который располагался в этом здании до 1940 года. Тогда в особняке разместили Дом ребёнка: детский Совет, трудовые школы, дома грудного ребёнка и материнства и младенчества. В начале 1950-х был надстроен четвёртый этаж, а в 1965 году была проведена полноценная реконструкция. После неё, в 1966 году, в здании разместили Дворец бракосочетаний. 4 декабря 1974 года «дом, в котором в 1920 г. находился Ревком Чувашской Автономной области» по адресу улица Володарского, 8 постановлением Совета министров РСФСР №624 был включён в список памятников культуры, подлежащих охране как памятники государственного значения. В 1999 году дом передали Чувашскому национальному конгрессу.